# Josef Tepper
Josef Tepper (2. července 1865 Deštná – 14. října 1926 Zakšín) byl rakouský politik německé národnosti z Čech, poslanec Českého zemského sněmu.

## Biografie
Působil jako rolník v Dubé a Deštné. V období let 1892–1900 byl členem městské školní rady v Deštné. Zastával i funkci okresního starosty v Dubé. Coby okresní starosta se uvádí roku 1912 i roku 1916. Koncem 19. století je uváděn i jako starosta Zakšína.
Zapojil se i do vysoké politiky. V doplňovacích zemských volbách v prosinci 1896 (poté, co zemřel poslanec Wenzel Jäger) byl zvolen na Český zemský sněm, kde zastupoval kurii venkovských obcí, obvod Dubá, Štětí. Uváděl se jako německý liberální poslanec (Německá pokroková strana). Rezignoval v říjnu 1898. Jako důvod pro složení mandátu uvedl nespokojenost s působením pokrokové strany. Stranu obvinil z toho, že místo podpory rolnictva se přiklonila k zájmům jiných stavů a velkokapitalistů. Německý liberální tisk podotkl, že neexistuje fakticky žádná Německá pokroková strana, jen klub německých poslanců na sněmu, a že prý celá záležitost je projevem rostoucího tlaku na samostatné politické zastoupení rolníků.